# 深宇宙探査

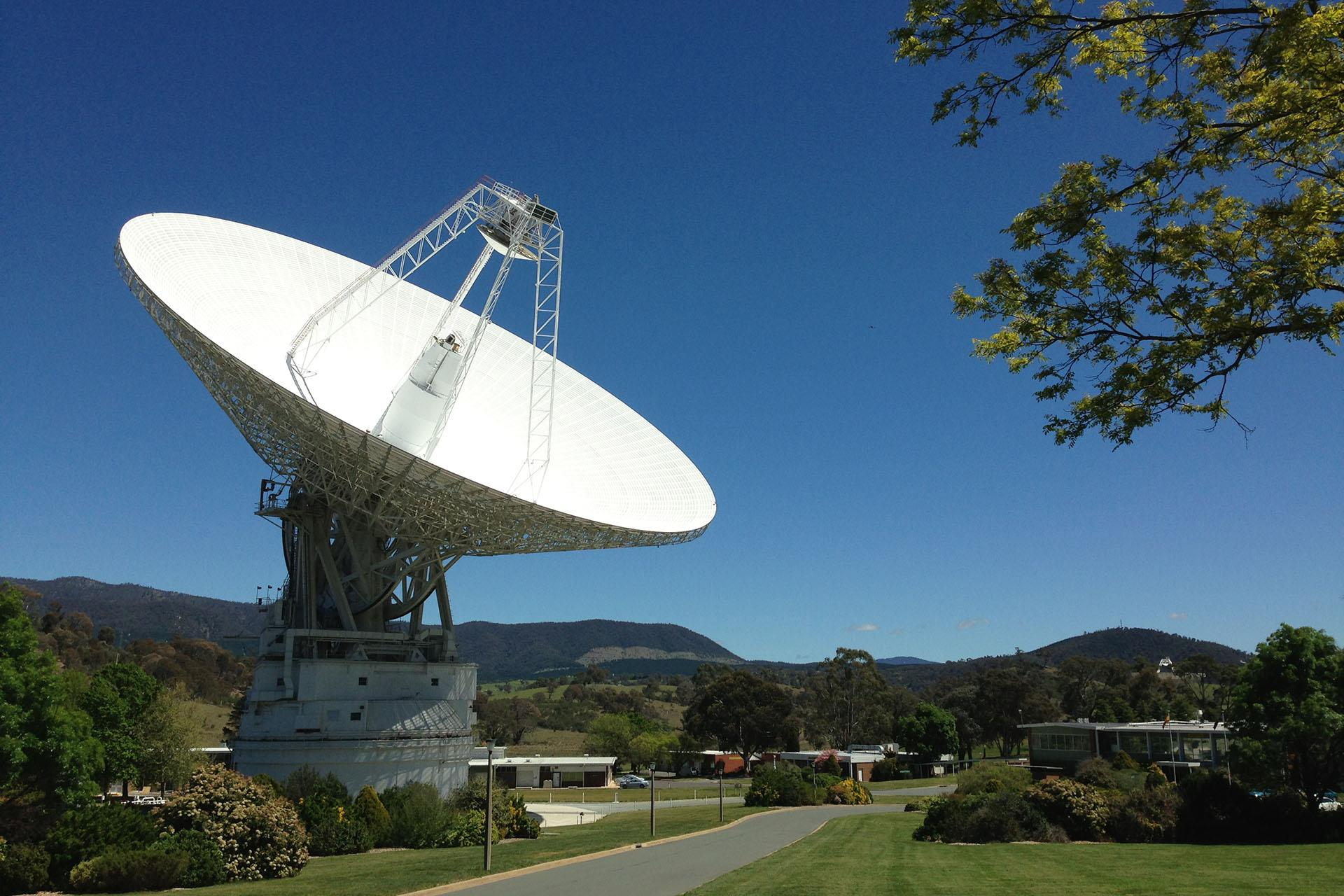
オーストラリアのディープスペースネットワークのキャンベラ施設にある幅70メートルの無線アンテナ。

深宇宙探査（しんうちゅうたんさ、英語: deep space exploration (or deep-space exploration)）は、宇宙の遠方の領域の探査に関与する天文学、宇宙工学と宇宙技術の分野。
しかし、「遠い」地域の意味については統一見解がなく、いくつかの文脈では、それは星間空間への言及に用いられる。国際電気通信連合は、地球の表面から200万キロメートル（約0.01天文単位）の距離から始まる宇宙を「深宇宙」と定義している。 NASAのディープスペースネットワークは、地球から1万6000から3万2000キロメートルの基準をさまざまに使用している。宇宙の物理的探査は、有人宇宙飛行（深宇宙宇宙工学）とロボット宇宙船の両方によって行われる。
現在、人類が地球から打ち上げた最も遠い宇宙探査機はボイジャー1号。2011年12月5日に太陽系の外縁に到達したと発表され、2012年8月25日に星間空間に入った。現在利用可能な推進技術の限界により、この船の能力を超える深宇宙探査はまだ不可能である。
将来の深宇宙エンジン技術の最良の候補には、反物質、原子力、ビーム推進などがある。後者のビーム推進は、他の目的のために開発されている既知の物理学と既知の技術を使用しているため、現在利用可能な深宇宙探査の最良の候補であるように思われている。